# Gonty
Gonty is een plaats in het Poolse district  Kwidzyński, woiwodschap Pommeren. De plaats maakt deel uit van de gemeente Prabuty en telt 230 inwoners.